# Pezodrymadusa
Pezodrymadusa is een geslacht van rechtvleugeligen uit de familie sabelsprinkhanen (Tettigoniidae). De wetenschappelijke naam van dit geslacht is voor het eerst geldig gepubliceerd in 1961 door Karabag.

## Soorten
Het geslacht Pezodrymadusa omvat de volgende soorten:
- Pezodrymadusa affinis Bolívar, 1899
- Pezodrymadusa angorensis Uvarov, 1930
- Pezodrymadusa diffusa Ramme, 1951
- Pezodrymadusa grisea Brunner von Wattenwyl, 1882
- Pezodrymadusa indivisa Karabag, 1961
- Pezodrymadusa karabagi Ünal, 2013
- Pezodrymadusa konowi Bolívar, 1899
- Pezodrymadusa kurmana Ramme, 1939
- Pezodrymadusa lata Karabag, 1961
- Pezodrymadusa magnifica Werner, 1901
- Pezodrymadusa sinuata Ramme, 1951
- Pezodrymadusa striolata Ramme, 1951
- Pezodrymadusa subinermis Karabag, 1961
- Pezodrymadusa uvarovi Karabag, 1961